# Marudo
Marudo ist eine norditalienische Gemeinde (comune) mit 1763 Einwohnern (Stand: 31. Dezember 2023) in der Provinz Lodi in der Region Lombardei. Schutzpatrone des Ortes sind Gervasius und Protasius.

## Geographie
Marudo liegt auf einer Höhe von 77 Metern über dem Meer. Das Gemeindegebiet umfasst eine Fläche von 4,2 km². Die Nachbargemeinden sind Caselle Lurani, Castiraga Vidardo, Sant’Angelo Lodigiano, Valera Fratta und Villanterio. Die Gemeinde grenzt an die Provinz Pavia an.